# Candace Newmaker
Candace Newmaker (Candace Tiara Elmore, 19 listopada 1989 – 18 kwietnia 2000) – ofiara przemocy wobec dzieci, zabita w trakcie 70-minutowej sesji terapii więzi mającej służyć leczeniu reaktywnego zaburzenia przywiązania. Scenariusz sesji obejmował technikę symulującą „ponowne narodziny” (ang. rebirthing), podczas której dziecko zostało uduszone. 

## Historia

### Wczesne życie
Candace urodziła się w Lincolnton, NC. Ponieważ jej rodzice rażąco zaniedbywali dzieci i okazywali przemoc, ona i jej rodzeństwo zostało odebrane z domu rodzinnego przez służby publiczne i rozdzielone. Kiedy miała pięć lat, jej rodzice trwale utracili prawa opiekuńcze, a dwa lata później adoptowała ją Jeane Newmaker, pielęgniarka pediatryczna żyjąca samotnie w Durham, NC.
Już w pierwszych miesiącach po adopcji, Jeane zaczęła zabierać Candace do psychiatry, skarżąc się na jej zaburzenia. zachowania.

### Terapia i śmierć
W kwietniu 2000 Candace i Jeane udały się do Evergreen, CO, w celu odbycia dwutygodniowego programu „intensywnej terapii więzi” pod kierunkiem Connell Watkins, z polecenia Williama Goble, licencjonowanego psychologa. Koszt programu wynosił $7000.
Candace zmarła w wieku 10 lat, w trakcie drugiego tygodnia programu, podczas symulacji „ponownych narodzin”, w obecności prowadzących sesję Watkins i Julie Ponder oraz „terapeutycznych rodziców zastępczych” Brity St. Clair, Jacka McDaniela i Jeane Newmaker. Sesja była nagrywana na taśmy wideo, które zostały później wykorzystane w trakcie procesu sądowego.
Zgodnie z planem dnia, Candace została owinięta we flanelową tkaninę i przykryta poduszkami, które miały symulować macicę i kanał rodny. Pozostałe osoby o łącznej wadze przekraczającej 300 kg, przeciskały ją przez tę konstrukcję i zachęcały do wydostania się. Doświadczenie to miało pomóc w wykształceniu się u dziewczynki przywiązania do nowej matki. Dziecko nie było w stanie wyplątać się z tkaniny, wołało o pomoc, informowało, że nie może złapać powietrza i czuje ból oraz mówiło jedenaście razy wprost, że czuje, że umiera. Współprowadząca sesję, Ponder, powiedziała: „Chcesz umrzeć? Ok, to umieraj – śmiało, umieraj natychmiast.” Po dwudziestu minutach dziewczynka zwymiotowała i zdefekowała, mimo to obecni dorośli przytrzymywali ją nadal w zwoju.
Po czterdziestu minutach Jeane powiedziała: „Dziecko nie chce żyć. Jest mięczakiem.” Candace powiedziała wtedy ostatnie zarejestrowane słowo: „Nie.” Ponder zaczęła wówczas skandować: „Mięczak, mięczak, mięczak!” Prowadzące sesję wyprosiły po jakimś czasie pozostałych dorosłych. Po pięciu minutach rozmowy rozwinęły tkaninę. W tym momencie Candace już nie oddychała, nie poruszała się i miała wyraźną sinicę. Watkins powiedziała: „O, tu jest, śpi we własnych wymiotach.” Obserwująca pomieszczenie na monitorze Jeane wbiegła do sali i podjęła próby resuscytacji. Watkins wezwała wtedy ambulans, który dotarł na miejsce po dziesięciu minutach. Ratownicy medyczni przywrócili u dziewczynki puls i przetransportowali ją do szpitala w Denver. Lekarze stwierdzili jednak u niej śmierć mózgu spowodowaną uduszeniem.

## Sprawa sądowa i następstwa
Rok później prowadzące program Watkins i Ponder zostały skazane na 16 lat więzienia za rażącą przemoc wobec dziecka prowadzącą do jego śmierci. St. Clar i McDaniel skazano na dziesięć lat więzienia w zawieszeniu i 1000 godzin prac publicznych. Jeane Newmaker otrzymała wyrok 4 lat w zawieszeniu. Watkins została warunkowo zwolniona z więzienia i przeniesiona do zakładu otwartego po około 7 latach, pozostając pod nadzorem kuratora oraz elektronicznego monitoringu i mając odebrane prawa do pracy z dziećmi i prowadzenia poradnictwa.
Tragedia Candace oraz przebieg procesu były relacjonowane w amerykańskich i światowych mediach. Sprawa przyczyniła się do zakazania tego rodzaju zabiegów w Kolorado i Karolinie Północnej. Terapia przytrzymywania zalicza się obecnie do metod uznawanych przez środowisko naukowe za pseudonaukowe i szkodliwe.